# Richard Barnfield
Richard Barnfield (Norbury, 1574 – 1620) è stato un poeta inglese.

## Biografia
Figlio del gentiluomo Richard Barnfield e Mary Skrymsher (1552–1581), Richard Barnfield nacque a Norbury, dove fu battezzato il 13 giugno 1574. Frequentò il Brasenose College dell'Università di Oxford dal novembre 1589 al 1592, quando ottenne la laurea; non proseguì gli studi per la laurea magistrale e presumibilmente si trasferì a Londra nel 1593, dove conobbe Thomas Watson, Michael Drayton e probabilmente Edmund Spenser. Philip Sidney morì mentre Barnfield era ancora un ragazzo e non ebbe modo di conoscerlo, ma la morte del poeta colpì profondamente il giovanissimo Barnfield, che scrisse alcuni dei suoi primi versi in sua memoria.
Nel novembre 1594, il ventunenne Barnfield pubblicò anonimamente la sua prima raccolta di poesie, The Affectionate Shepherd, dedicato affettuosamente a Penelope Devereux. Scritta in sestine alla maniera di Shakespeare e Thomas Lodge, l'antologia poetica contiene testi esplicitamente omoerotici sull'amore di Dafni per Ganimede, una sorta di seguito immaginario della seconda ecloga di Virgilio, Formosum pastor Corydon ardebat Alexim.
Dopo due mesi pubblicò, nel gennaio 1595, Cynthia, with certain Sonnets, and the legend of Cassandra: Barnfield introdusse la raccolta di poesie, questa volta firmata, con un'epistola al lettore in cui giustificava la tematica omosessuale della raccolta precedente sostenendo che stesse solo imitando lo stile di Virgilio. Cynthia tuttavia contiene altri sonetti esplicitamente omoerotici, in particolare il numero 16 e 17, in cui l'io lirico lamenta l'assenza di un uomo amato che vorrebbe baciare; l'opera è dedicata a William Stanley, VI conte di Derby. Cynthia è un panigirico di Elisabetta I d'Inghilterra sul modello di Edmund Spenser, di cui segue anche il modello stilistico della strofa spenseriana: Barnfield fu tra i primi ad utilizzare questa strofa all'infuori di The Faerie Queene.
Nel 1598 pubblicò il suo terzo volume, The Encomium of Lady Pecunia, seguito dal suo seguito ideologico The Complaint of Poetry, for the Death of Liberality. Nel 1599 fu la volta de Il pellegrino appassionato, attribuito a William Shakespeare; tuttavia, l'attribuzione di tutti i sonetti dell'opera è incerta: Barnfield reclamò la paternità di due componimenti, il sonetto If Music and sweet Poetrie agree e l'ode As it fell upon a day. Oggi si ritiene che almeno altri tre dei venti componimenti poetici nella raccolta siano di Barnfield. Il poeta ebbe infatti era strettamente legato a Shakespeare, che potrebbe aver considerato Barnfield il rival poet di cui parla nei suoi sonetti.
Dopo la ristampa di Lady Pecunia nel 1605, Bernfield si sposò e si ritirò con la moglie nella sua tenuta nello Staffordshire, dove condusse la vita del gentiluomo di campagna. Morì nello Shropshire nel 1620, sette anni prima del padre.

## Opere
- Greenes Funerall, Londra, John Danter, 1594.
- The Affectionate Shepherd, Londra, John Danter, 1594.
- Cynthia, with certain Sonnets, and the legend of Cassandra, Londra, Humphrey Lownes, 1595.
- Orpheus, His Journey to Hell, Richard Jones, 1595.
- The Encomion of Lady Pecunia: or The praise of money, Londra, John Jaggard, 1598.